# Robert Müller (Schauspieler, 1879)
Robert Richard Müller, genannt Nasen-Müller (* 29. März 1879 in Wien, Österreich-Ungarn; † 1. Februar 1968 in Berlin, Deutschland) war ein österreichischstämmiger Schauspieler an deutschen Bühnen.

## Leben
Müller war der Sohn eines gleichnamigen Theaterdirektors im 19. Jahrhundert. 1895 begann Müller seine Laufbahn am Theater in Baden-Baden. Weitere Theaterstationen waren Berlin, Nürnberg, Hannover, Breslau, wo er 14 Jahre lang wirkte, Weimar, Dresden und während des Ersten Weltkriegs Königsberg. Gastspiele führten ihn auch ins Ausland, in die Schweiz und nach Südamerika. Seit Beginn der Weimarer Republik wirkte Robert Müller, der wegen seines gewaltigen Riechorgans in der Branche meist Nasen-Müller genannt wurde, in der deutschen Hauptstadt. Dort landete er Erfolge mit Rollen humoriger Typen und kauziger Kerle. Man sah ihn unter anderem in Gerhart Hauptmanns Die Weber und Max Halbes Der Strom. Max Reinhardt gab ihm 1921 die Hauptrolle des Shylock in seiner Inszenierung von Der Kaufmann von Venedig und ließ ihn 1923 den Wurm in Kabale und Liebe sowie zwei Jahre darauf den Erzbischof von Reims in George Bernard Shaws Die heilige Johanna spielen. Nebenbei wirkte Müller gelegentlich mit kleinen Rollen in Filmen mit.
Die Machtergreifung durch die Nationalsozialisten bedeutete erhebliche Einschränkungen in den beruflichen Wirkungsmöglichkeiten des „Halbjuden“ Müller. In den kommenden zehn Jahren durfte er kaum auftreten und diente in dieser Zeit vor allem seinem Chef Heinrich George als Faktotum; so hörte er beispielsweise die Rollentexte Georges ab. Seit 1943 konnte Müller gelegentlich auch wieder auf der Bühne auftreten. Nach Kriegsende blieb Müller im Westen Berlins und war Ensemblemitglied des Hebbel-Theaters, des Theaters am Kurfürstendamm und des Schiller-Theaters. Müller arbeitete auch für die Rundfunksender NWDR und SWF und wirkte noch im hohen Alter, seit 1960, mit kleinen Rollen in Fernsehfilmen mit. 1963 wurde er zum Berliner Staatsschauspieler ernannt.
Robert Müller starb im Alter von 88 Jahren und wurde auf dem Friedhof der St.-Matthias-Gemeinde in Berlin-Tempelhof bestattet. Das Grab ist mittlerweile aufgelassen.

## Filmografie (Auswajhl)
- 1922: Fridericus Rex
- 1932: Goethe lebt …!
- 1933: Schleppzug M 17
- 1933: Du sollst nicht begehren
- 1954: Der Froschkönig
- 1960: Familie
- 1961: Die Wildente
- 1962: Daphne Laureola
- 1962: Ein Buch mit Kapiteln
- 1963: König Ödipus
- 1964: Der Kammersänger
- 1965: Leutnant Nant
- 1965: Die Fliegen
- 1966: Die venezianische Tür
- 1966: Woyzeck